# Лоренс С. Томпсон
Др Лоренс Сидни Томпсон (1916 — 1986) радио је као директор библиотека на Универзитету у Кентакију и био је члан департмента за класичне студије. Специјализовао се у пољу штампарства и публикација. Др Томпсон је такође истраживао каталошке материјале, у честом контакту са европским колегама. 
Био је дугогодишњи директор Библиотеке „Маргарет И. Кинг” при Универзитету у Кентакију (1948—1963). 
Најпознатији рад му је из области антроподермичког књиговезства — праксе повеза књиге у материјале од људске коже.

### Дисертација
- „Wilhelm Waiblinger's Interpretation of Italy” (North Carolina, 1938).

### Књиге
- „Notes on Bibliokleptomania” (Њујорк, 1944; репринт Беркли, 1968)
- „Albert Predeek, A History of Libraries in Great Britain and North America (trans.)” (Чикаго, 1947)
- „The Kentucky Novel, with A. D. Thompson” (Leнгсинктон, Кентаки, 1953)
- „Wilhelm Waiblinger in Italy” (Чапел Хил, 1953)
- „Kurze Geschichte der Handbuchbinderei in den Vereinigten Staaten von Amerika” (Штугарт, 1955)
- „History of Printing in Colonial Spanish America” (Хамден, Конектикат, 1962)
- „A Bibliography of French Plays on Microcards” (Хамден, Конектикат, 1967)
- „A Bibliography of Spanish Plays on Microcards” (Хамден, Конектикат, 1968)
- „A Bibliography of American Doctoral Dissertations in Classical Studies and Related Fields” (Хамден, Конектикат)
- „A Bibliography of French Revolutionary Pamphlets on Microfiche” (Трој,Њујорк, 1974)
- „The Southern Black, Slave and Free” (Трој, Њујорк, 1970)
- „A Bibliography of British and American Plays of the Nineteenth and Twentieth Centuries” (Бостон, 1975)
- „A Bibliography of Dissertations in Classical Studies, American, 1964-1972; British 1950-1972” (Хамден, Конектикат, 1976)
- „The New Sabin” (Трој,Њујорк, 1974-83)
- „A History of Printing in Colonial Spanish America, with Hensley Woodbridge” (Хамден, Конектикат, 1962; репринт Трој,Њујорк, 1977)
- „Medical Terminology from Greek and Latin, with Sandra Patterson, 2d ed.” (Трој,Њујорк, 1978)
- „American Notes & Queries, Supplement 1, with John L. Cutler” (Трој,Њујорк, 1978)
- „Medeltidens klosterbibliotek” (Стокхолм, 1982)
- „entries in Encyclopedia of Library and Information Science.Kleine Schriften: Books in Our Time” (Вашингтон, дистрикт Колумбија, 1972)
- „Essays in Hispanic Bibliography” (Хамден, Конектикат 1970).